# Oficina de Coordinación de Trasplantes de Galicia

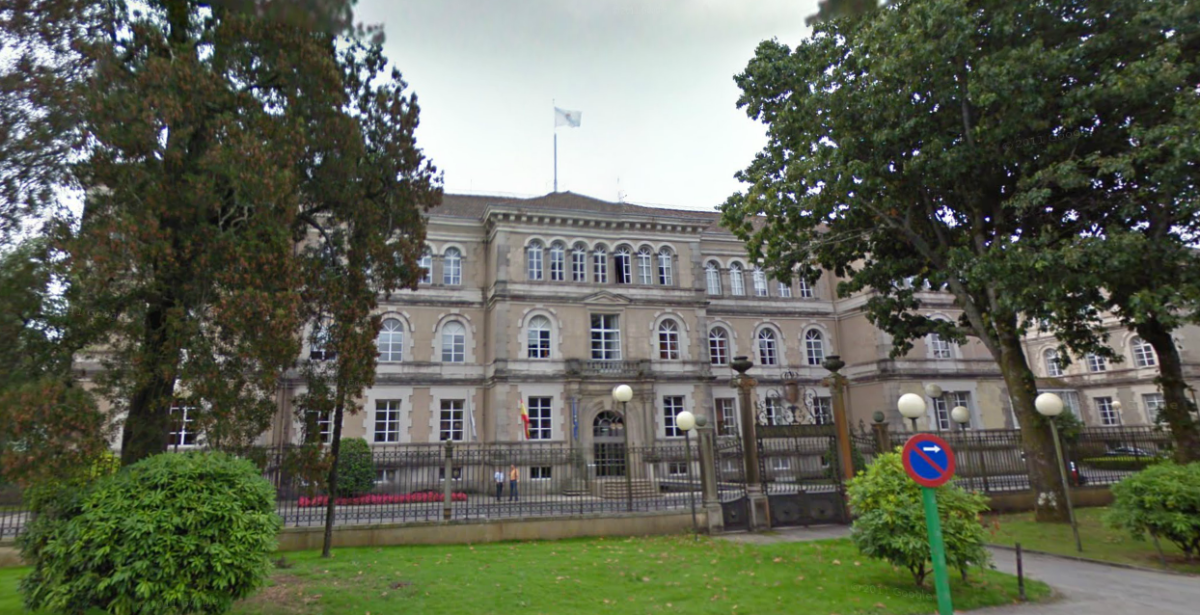
Edificio del Complejo Administrativo de San Lázaro, donde tiene su sede la OCT.

La Oficina de Coordinación de Trasplantes de Galicia (OCT) (en gallego Oficina de Coordinación de Transplantes de Galicia) es un organismo público gallego, dependiente de la Consejería de Sanidad, encargado de los asuntos relacionados con los trasplantes de órganos. Fue creada por la Orden del 8 de junio de 1992, y sus funciones son las mismas que las de la Organización Nacional de Trasplantes (ONT), en el ámbito de la Comunidad Autónoma.
Tiene su sede en Santiago de Compostela, en la Consejería de Sanidad, en el Complejo Administrativo de San Lázaro.

## Funciones
En Galicia es la unidad que se encarga de promover la donación de órganos dentro y fuera de los hospitales. Esta unidad realiza una serie de actividades encaminadas a la sensibilización de la población a cerca de la donación de órganos. Además, promueve la coordinación de las distintas unidades implicadas en el proceso, que aseguren que todas las operaciones se realicen en condiciones ideales y con la mínima tardanza posible.
Más específicamente, las funciones de la OCT son:
- Representar, en todo lo concerniente a los programas de trasplantes, a la Comunidad Autónoma de Galicia en el Consejo Interterritorial del Sistema Nacional de Salud, actuando en defensa de sus intereses
- Intervenir con los distintos responsables de los programas de trasplantes y con los coordinadores hospitalarios para potenciar todas las actuaciones tendentes a mejorar el funcionamiento de estas actividades, y de manera muy especial las dirigidas a la consecución de donaciones
- Emitir los informes pertinentes sobre propuestas de acreditación de programas de trasplantes, implantes de tejidos y extracciones de órganos y tejidos, para lo que podrá solicitar el asesoramiento de los jefes del Servicio y de los responsables de los programas
- Actuar de interlocutor con las representaciones ciudadanas, medios de comunicación y asociaciones de enfermos incluidos en los diferentes programas
- Todas aquellas que, en el desarrollo de su actividad, le sean atribuidas por el director general del Servicio Gallego de Salud

## Historia
El Consejo Interterritorial del Sistema Nacional de Salud acordó, en su reunión del día 26 de marzo de 1990, implantar en todas las comunidades autónomas la figura del coordinador de trasplantes. Por otra parte, la creciente importancia que en el ámbito sanitario tienen los programas de trasplantes, con el impacto social y sanitario que eso lleva consigo, hacía cada vez más necesario disponer de una infraestructura organizativa que realizase la labor de conexión entre los órganos de decisión y gestión de la Consejería de Sanidad y los profesionales vinculados a esta actividad, com el objetivo básico de concienciar y potenciar, en la Comunidad Autónoma de Galicia, la donación y extracción de órganos, así como efectuar el seguimiento y evaluación del conjunto de la actividad de trasplantes. De ahí que el Consejo de la Junta acordase crear la OCT en la fecha antes citada.
En 2013 se realizaron en Galicia 283 trasplantes en su sistema público de salud. De ellos, 85 fueron de hígado, lo que situó a esta comunidad en los primeros puestos de trasplante de este órgano en toda España. Cada vez la tasa de negativas familiares a la cesión de órganos es más baja, situándose en ese año en el 24 %. Hay que resaltar, en esta fecha, la mejora que los procesos de trasplante experimentaron en Galicia desde los años 90, logro que se debe a la coordinación de los equipos médicos y de urgencias que permite que pueda realizarse el trasplante en un plazo inferior a una hora desde que aparece el donante. Sin embargo, es necesario concienciar a la ciudadanía para que aumenten las donaciones de médula ósea, un tipo de donación aún poco conecido por el público, pero que es muy sencillo, semejante a un proceso de diálisis y que dura poco más de dos horas.